# کریستین دامیانو
کریستین دامیانو (انگلیسی: Christian Damiano؛ زادهٔ ۹ مارس ۱۹۵۰) بازیکن فوتبال اهل فرانسه است.
از باشگاه‌هایی که در آن بازی کرده‌است می‌توان به باشگاه فوتبال نیس اشاره کرد.